# Brandon Rivera
Brandon Smith Rivera Vargas (Zipaquirá, Cundinamarca, 21 de março de 1996) é um ciclista profissional colombiano. Atualmente corre para a equipa britânico Ineos Grenadiers de categoria UCI WorldTeam.

## Trajectória
Iniciou no Ciclomontanhismo à idade de nove anos com a Fundação Mezuena competindo em categorias inferiores, durante vários anos correu no calendário nacional e internacional nesta disciplina, sendo campeão nacional, Pan-Americano e medallista olímpico juvenil no Cross country. O seu triunfo mais destacado tem sido durante os Jogos Olímpicos da Juventude Nankín 2014 onde conseguiu a medalha de ouro junto a Jhon Anderson Rodríguez na prova de Ciclismo por equipas.
No ano 2017 iniciou no Ciclismo de estrada na equipa internacional Ou.C. Monaco sub-23, fichando em 2019 pela equipa colombiana GW Shimano. No mês de maio de 2019 conseguiu o título do Campeonato Pan-Americano Contrarrelógio sub-23 realizado em México.

## Palmarés

### Cross country
Campeonato Pan-Americano de Ciclismo de Montanha
- San Miguel de Tucumán 2013
  - Medalha de prata em Cross country juniors
- Londrina 2014
  - Medalha de ouro em relevo misto  junto com Valentina Abril, Jhon Freddy Garzón e Fabio Castañeda
  - Medalha de prata em Cross country juniors
- Cota 2015
  - Medalha de ouro em relevo misto  junto com Valentina Abril, Jhon Freddy Garzón e Fabio Castañeda
- Catamarca 2016
  - Medalha de prata em Cross country sub-23 
  - Medalha de ouro em relevo misto  junto com Yossiana Quintero, Jhon Freddy Garzón e Fabio Castañeda

- 2016
- Campeonato da Colômbia de Ciclismo em Cross country sub-23

### Estrada
- 2014
- Jogos Olímpicos da Juventude
  - Medalha de ouro em Ciclismo por equipas  junto com Jhon Anderson Rodríguez

- 2018
  - 3.º no Campeonato da Colômbia Contrarrelógio sub-23

- 2019
- Campeonato Pan-Americano Contrarrelógio 
  - 1 etapa da Volta à Colômbia

## Resultados em Grandes Voltas e Campeonatos do Mundo
Durante sua corrida desportiva tem conseguido os seguintes postos nas Grandes Voltas e nos Campeonatos do Mundo:
| Corrida            | Corrida            | 2019 | 2020 |
| ------------------ | ------------------ | ---- | ---- |
|                    | Giro d'Italia      | —    | —    |
|                    | Tour de France     | —    | —    |
|                    | Volta a Espanha    | —    | Ab.  |
| Mundial em Estrada | Mundial em Estrada | —    | —    |

—: não participa 

Ab.: abandono 

## Equipas
- Ou.C. Monaco (2017-2018)
- GW Shimano[5] (2019)
- INEOS (2020-)
  - Team INEOS (01.2020-08.2020)
  - Ineos Grenadiers (08.2020-)